# Ban Chỉ đạo Cải cách Tư pháp Trung ương Đảng Cộng sản Việt Nam
Ban Chỉ đạo Cải cách Tư pháp Trung ương Đảng Cộng sản Việt Nam là cơ quan tham mưu, giúp Bộ Chính trị Ban Chấp hành Trung ương Đảng Cộng sản Việt Nam chỉ đạo việc triển khai thực hiện chủ trương, đường lối của Đảng Cộng sản Việt Nam về công tác cải cách tư pháp và Nghị quyết 49-NQ/TW của Bộ Chính trị về Chiến lược cải cách Tư pháp đến năm 2020.
Ban Chỉ đạo được thành lập theo Quyết định số 39-QĐ/TW do Bộ Chính trị ban hành ngày 19 tháng 9 năm 2011.
Chức vụ Trưởng ban Chỉ đạo Cải cách Tư pháp Trung ương do Chủ tịch nước đảm nhiệm.

## Nhiệm vụ
- Thảo luận, quyết định chương trình trọng tâm công tác cải cách tư pháp, chương trình làm việc của Ban Chỉ đạo cả nhiệm kỳ và hằng năm; xác định kế hoạch triển khai thực hiện các nhiệm vụ cải cách tư pháp hằng quý.
- Chỉ đạo, kiểm tra, đôn đốc việc triển khai thực hiện Nghị quyết Đại hội XI của Đảng, Nghị quyết 49-NQ/TW của Bộ Chính trị về Chiến lược cải cách tư pháp đến năm 2020 và các nghị quyết, chỉ thị, quyết định, kết luận của Ban Chấp hành Trung ương, Bộ Chính trị, Ban Bí thư về công tác cải cách tư pháp.
- Nghiên cứu, đề xuất với Bộ Chính trị, Ban Bí thư xem xét, quyết định chủ trương, định hướng về cơ chế, chính sách, giải pháp thực hiện có hiệu quả nhiệm vụ cải cách tư pháp.
- Nghiên cứu, kiến nghị với Bộ Chính trị, Ban Bí thư về những vấn đề còn có ý kiến khác nhau và những vấn đề mới phát sinh trong quá trình triển khai thực hiện các nhiệm vụ cải cách tư pháp.
- Tổ chức sơ kết, tổng kết và định kỳ báo cáo Bộ Chính trị việc thực hiện các nhiệm vụ của Ban Chỉ đạo.

## Quyền hạn
- Được yêu cầu các tỉnh uỷ, thành uỷ, Đảng đoàn, ban cán sự Đảng và Đảng uỷ trực thuộc Trung ương:
  - Báo cáo kết quả việc triển khai thực hiện Nghị quyết 49-NQ/TW của Bộ Chính trị và các nghị quyết, chỉ thị, quyết định, kết luận về lĩnh vực cải cách tư pháp của Ban Chấp hành Trung ương, Bộ Chính trị, Ban Bí thư.
  - Cung cấp thông tin và tham gia ý kiến đối với các văn bản về lĩnh vực tư pháp.
- Tham dự các hội nghị sơ kết, tổng kết, hội nghị chuyên đề về lĩnh vực tư pháp của các cơ quan, tổ chức có liên quan ở Trung ương và địa phương.

## Nguyên tắc làm việc, chế độ làm việc, quan hệ công tác

### Nguyên tắc làm việc
1. Ban Chỉ đạo chịu sự lãnh đạo, chỉ đạo trực tiếp của Bộ Chính trị.
2. Ban Chỉ đạo làm việc theo nguyên tắc tập trung dân chủ; tập thể thảo luận, Trưởng ban kết luận và chỉ đạo thực hiện.

### Chế độ làm việc
1. Ban Chỉ đạo làm việc theo chương trình cả nhiệm kỳ và hằng năm, có điều chỉnh khi cần thiết; Ban Chỉ đạo họp thường kỳ 3 tháng một lần, họp bất thường khi cần thiết.
2. Kết quả các phiên họp của Ban Chỉ đạo phải được thể hiện bằng văn bản và thông báo đến các cơ quan có liên quan để thực hiện.

### Quan hệ công tác
1. Ban Chỉ đạo phối hợp với Đảng đoàn Quốc hội, Ban Cán sự Đảng Chính phủ, Đảng đoàn Mặt trận Tổ quốc Việt Nam, Quân ủy Trung ương, Đảng ủy Công an Trung ương, Ban Cán sự Đảng Toà án Nhân dân tối cao, Ban Cán sự Đảng Viện Kiểm sát Nhân dân tối cao, Ban Cán sự Đảng Bộ Tư pháp, Đảng đoàn Hội Luật gia Việt Nam, Đảng đoàn Liên đoàn Luật sư Việt Nam, các Tỉnh ủy, Thành ủy và tổ chức Đảng trực thuộc Trung ương về lãnh đạo việc thực hiện các nghị quyết, chỉ thị của Đảng về cải cách tư pháp.
2. Ban Chỉ đạo hướng dẫn, đôn đốc, kiểm tra, nắm tình hình triển khai thực hiện các nhiệm vụ cải cách tư pháp.

Trường hợp cần thiết, Ban Chỉ đạo làm việc trực tiếp với các cấp uỷ, tổ chức Đảng có liên quan.
1. Ban Chỉ đạo trao đổi thông tin cần thiết với các cơ quan, tổ chức; mời đại diện các cơ quan Trung ương và địa phương tham dự các hội nghị có liên quan đến việc thực hiện nhiệm vụ của Ban Chỉ đạo.

### Chế độ báo cáo
Quân uỷ Trung ương, Đảng ủy Công an Trung ương, Đảng đoàn Quốc hội, Ban Cán sự Đảng Chính phủ, Ban Cán sự Đảng Toà án nhân dân tối cao, Ban Cán sự Đảng Viện Kiểm sát nhân dân tối cao, Ban Cán sự Đảng Bộ Tư pháp, Đảng đoàn Hội Luật gia Việt Nam, Đảng đoàn Liên đoàn Luật sư Việt Nam, các tỉnh ủy, thành ủy định kỳ báo cáo Ban Chỉ đạo về tình hình thực hiện các nhiệm vụ về cải cách tư pháp; gửi đề án, báo cáo cho Ban Chỉ đạo theo quy định của Ban Chỉ đạo.

## Cơ quan tham mưu, giúp việc
Ban Chỉ đạo có cơ quan tham mưu, giúp việc chuyên trách, chịu sự lãnh đạo, chỉ đạo của Thường trực Ban Chỉ đạo, trực tiếp là đồng chí Phó Trưởng ban thường trực Ban Chỉ đạo.
Cơ quan tham mưu, giúp việc Ban Chỉ đạo có con dấu riêng để giao dịch hành chính, thực hiện trách nhiệm chủ tài khoản theo sự uỷ quyền của Thường trực Ban Chỉ đạo.
Tổ chức bộ máy, biên chế của cơ quan tham mưu, giúp việc chuyên trách do Trưởng ban Chỉ đạo quyết định sau khi trao đổi, thống nhất với Ban Tổ chức Trung ương.
Tổ chức Đảng của cơ quan tham mưu, giúp việc Ban Chỉ đạo trực thuộc Đảng bộ Văn phòng Trung ương Đảng.

## Thành viên Ban Chỉ đạo

### Nhiệm kì 2021 - 2026
Trưởng ban Chỉ đạo
- Nguyễn Xuân Phúc - Ủy viên Bộ Chính trị, Chủ tịch nước (đến 18/01/2023)
- Võ Thị Ánh Xuân - Ủy viên Trung ương Đảng, Quyền Chủ tịch nước lần 1 (từ 18/01/2023 đến 02/03/2023)
- Võ Văn Thưởng - Ủy viên Bộ Chính trị, Chủ tịch nước (từ 02/03/2023 đến 21/3/2024)
- Võ Thị Ánh Xuân - Ủy viên Trung ương Đảng, Quyền Chủ tịch nước lần 2 (từ 21/3/2024 đến 22/5/2024)
- Tô Lâm, Ủy viên Bộ Chính trị, Chủ tịch nước (từ 22/5/2024 đến 21/10/2024)
- Lương Cường, Ủy viên Bộ Chính trị, Chủ tịch nước (từ 21/10/2024)

Phó Trưởng ban thường trực
- Phan Đình Trạc - Ủy viên Bộ Chính trị, Bí thư Trung ương Đảng, Trưởng ban Nội chính Trung ương

Ủy viên
1. Nguyễn Hòa Bình - Ủy viên Bộ Chính trị, Phó Thủ tướng thường trực Chính phủ.
2. Lương Tam Quang - Ủy viên Bộ Chính trị, Bộ trưởng Bộ Công an
3. Lê Minh Trí - Bí thư Trung ương Đảng, Chánh án Tòa án nhân dân tối cao.
4. Nguyễn Hải Ninh - Ủy viên Trung ương Đảng, Bộ trưởng Bộ Tư pháp
5. Lê Thị Nga - Ủy viên Trung ương Đảng, Phó Chủ nhiệm Ủy ban Dân nguyện và Giám sát của Quốc hội
6. Lê Khánh Hải - Ủy viên Trung ương Đảng, Chủ nhiệm Văn phòng Chủ tịch nước
7. Bùi Văn Nghiêm - Ủy viên Trung ương Đảng, Phó Trưởng ban Nội chính Trung ương
8. Nguyễn Hữu Đông - Ủy viên Trung ương Đảng, Phó Trưởng ban Nội chính Trung ương
9. Nguyễn Huy Tiến - Viện trưởng Viện kiểm sát nhân dân tối cao
10. Nguyễn Thanh Hải - Phó Trưởng ban Nội chính Trung ương
11. Nguyễn Khánh Ngọc - Chủ tịch Hội Luật gia Việt Nam
12. Nguyễn Trí Tuệ - Phó Chánh án thường trực Tòa án nhân dân tối cao
13. Dương Văn Thăng - Phó Chánh án Tòa án nhân dân tối cao, Chánh án Tòa án Quân sự Trung ương

Ban Thư ký
1. Nguyễn Thanh Hải, Phó Trưởng ban Nội chính Trung ương, Trưởng Ban Thư ký

### Nhiệm kì 2016 - 2021
Theo Quyết định số 343-QĐNS/TW, ngày ngày 13 tháng 8 năm 2016 của Bộ Chính trị, Ban Chỉ đạo Cải cách tư pháp Trung ương nhiệm kỳ 2016 - 2021 gồm 19 thành viên.
Trưởng ban Chỉ đạo
- Trần Đại Quang - Ủy viên Bộ Chính trị, Chủ tịch nước (Qua đời vào ngày 21/09/2018)[2]
- Đặng Thị Ngọc Thịnh - Ủy viên trung ương Đảng, Quyền Chủ tịch nước (đến 23/10/2018)
- Nguyễn Phú Trọng - Tổng Bí thư, Chủ tịch nước (đến ngày 5/4/2021)
- Nguyễn Xuân Phúc - Ủy viên Bộ Chính trị, Chủ tịch nước (từ ngày 5/4/2021)

Phó Trưởng ban thường trực
- Phan Đình Trạc - Bí thư Trung ương Đảng, Trưởng ban Nội chính Trung ương

Phó Trưởng ban
- Trương Hòa Bình - Ủy viên Bộ Chính trị, Phó Thủ tướng Thường trực Chính phủ

Ủy viên
1. Tô Lâm - Ủy viên Bộ Chính trị, Bộ trưởng Bộ Công an
2. Nguyễn Hòa Bình - Ủy viên Bộ Chính trị, Bí thư Trung ương Đảng, Chánh án Tòa án Nhân dân Tối cao
3. Lê Minh Trí - Ủy viên Trung ương Đảng, Viện trưởng Viện Kiểm sát Nhân dân Tối cao
4. Lê Thành Long - Ủy viên Trung ương Đảng, Bộ trưởng Bộ Tư pháp
5. Lê Khánh Hải - Ủy viên Trung ương Đảng, Chủ nhiệm Văn phòng Chủ tịch nước
6. Lê Thị Nga - Ủy viên Trung ương Đảng, Ủy viên Ủy ban Thường vụ Quốc hội, Chủ nhiệm Ủy ban Tư pháp của Quốc hội
7. Nguyễn Khắc Định - Ủy viên Trung ương Đảng, Chủ nhiệm Ủy ban Pháp luật của Quốc hội
8. Võ Văn Dũng - Ủy viên Trung ương Đảng, Phó Trưởng ban Thường trưc Ban Nội chính Trung ương
9. Hà Ban - Ủy viên Trung ương Đảng, Phó Trưởng ban Tổ chức Trung ương
10. Lê Chiêm - Ủy viên Trung ương Đảng, Thứ trưởng Bộ Quốc phòng
11. Nguyễn Văn Quyền - Chủ tịch Hội Luật gia Việt Nam
12. Đỗ Ngọc Thịnh - Chủ tịch Liên đoàn Luật sư Việt Nam
13. Nguyễn Thái Học - Phó Trưởng ban Nội chính Trung ương
14. Trần Việt Hùng - Phó Chánh Văn phòng Trung ương Đảng

Ủy viên chuyên trách
1. Trịnh Xuân Toản - Chánh Văn phòng Ban Chỉ đạo Cải cách tư pháp Trung ương
2. Trung tướng Trần Thế Quân - Trưởng ban Thư ký (Nghỉ hưu từ tháng 10/2018)[3]

### Nhiệm kì 2011 - 2016
Trưởng ban Chỉ đạo
- Trương Tấn Sang - Ủy viên Bộ Chính trị, Chủ tịch nước

Phó Trưởng ban Thường trực
- Lê Thị Thu Ba - Ủy viên Trung ương Đảng, Phó Chánh Văn phòng Trung ương Đảng

Phó Trưởng ban
- Nguyễn Xuân Phúc - Ủy viên Bộ Chính trị, Phó Thủ tướng Chính phủ
- Nguyễn Văn Quyền - Phó Chánh Văn phòng Trung ương Đảng

Ủy viên
- Uông Chu Lưu - Ủy viên Trung ương Đảng, Phó Chủ tịch Quốc hội
- Trần Đại Quang - Ủy viên Bộ Chính trị, Bộ trưởng Bộ Công an
- Trương Hòa Bình - Bí thư Trung ương Đảng, Chánh án Tòa án Nhân dân Tối cao
- Nguyễn Hòa Bình - Ủy viên Trung ương Đảng, Viện trưởng Viện Kiểm sát Nhân dân Tối cao
- Hà Hùng Cường - Ủy viên Trung ương Đảng, Bộ trưởng Bộ Tư pháp
- Nguyễn Thành Cung - Ủy viên Trung ương Đảng, Thứ trưởng Bộ Quốc phòng
- Đào Việt Trung - Ủy viên Trung ương Đảng, Chủ nhiệm Văn phòng Chủ tịch nước
- Nguyễn Văn Hiện - Ủy viên Ủy ban Thường vụ Quốc hội, Chủ nhiệm Ủy ban Tư pháp Quốc hội
- Phan Trung Lý - Ủy viên Ủy ban Thường vụ Quốc hội, Chủ nhiệm Ủy ban Pháp luật Quốc hội
- Phạm Quốc Anh - Chủ tịch Hội Luật gia Việt Nam
- Lê Thúc Anh - Chủ tịch Liên đoàn Luật sư Việt Nam

Ủy viên chuyên trách
- PGS-TS Nguyễn Tất Viễn - Nguyên Vụ trưởng Vụ Phổ biến giáo dục pháp luật, Bộ Tư pháp 2003-2008,Giám đốc Nhà xuất bản Tư pháp
- Nguyễn Phong Hòa

## Trưởng Ban Chỉ đạo Cải cách Tư pháp qua các thời kỳ
| Thứ tự | Hình                     | Họ và tên                    | Nhiệm kỳ                                   | Thời gian tại nhiệm | Ghi chú                                                    |
| ------ | ------------------------ | ---------------------------- | ------------------------------------------ | ------------------- | ---------------------------------------------------------- |
| 1      | Truong Tan Sang Nov 2015 | Trương Tấn Sang (1949)       | 19 tháng 9 năm 2011 – 13 tháng 8 năm 2016  | 4 năm, 329 ngày     | Trưởng Ban Chỉ đạo Cải cách Tư pháp đầu tiên               |
| 2      | Không chỉnh sửa          | Trần Đại Quang (1956–2018)   | 13 tháng 8 năm 2016 – 21 tháng 9 năm 2018  | 2 năm, 39 ngày      | Mất khi đang tại nhiệm                                     |
| -      |                          | Đặng Thị Ngọc Thịnh (1959)   | 21 tháng 9 năm 2018 – 23 tháng 10 năm 2018 | 32 ngày             | Tạm quyền sau khi Trần Đại Quang từ trần ngày 21/09/2018   |
| 3      |                          | Nguyễn Phú Trọng (1944–2024) | 23 tháng 10 năm 2018 – 5 tháng 4 năm 2021  | 2 năm, 164 ngày     |                                                            |
| 4      |                          | Nguyễn Xuân Phúc (1954)      | 5 tháng 4 năm 2021 – 18 tháng 1 năm 2023   | 1 năm, 288 ngày     | Từ chức                                                    |
| -      |                          | Võ Thị Ánh Xuân (1970)       | 18 tháng 1 năm 2023 – 2 tháng 3 năm 2023   | 43 ngày             | Tạm quyền sau khi Nguyễn Xuân Phúc từ chức ngày 18/01/2023 |
| 5      |                          | Võ Văn Thưởng (1970)         | 2 tháng 3 năm 2023 – 20 tháng 3 năm 2024   | 1 năm, 18 ngày      | Trẻ nhất khi nhậm chức Từ chức                             |
| -      |                          | Võ Thị Ánh Xuân (1970)       | 21 tháng 3 năm 2024 – 22 tháng 5 năm 2024  | 62 ngày             | Tạm quyền sau khi Võ Văn Thưởng từ chức ngày 20/3/2024     |
| 6      |                          | Tô Lâm (1957)                | 22 tháng 5 năm 2024 – 21 tháng 10 năm 2024 | 152 ngày            |                                                            |
| 7      |                          | Lương Cường (1957)           | 21 tháng 10 năm 2024 – nay                 | 149 ngày            |                                                            |